# Будинок шевського цеху (Київ)
Буди́нок ше́вського це́ху у Ки́єві — пам'ятка історії та архітектури XVIII ст., одна з двох споруд епохи цехового братства (ще зберігся будинок кушнірського цеху), що збереглася у Києві. Знаходиться поруч із будинком Рибальського, за адресою Притисько-Микільська вулиця, 1.
Будинок шевського цеху побудовано на замовлення київських шевців у середині XVIII ст. у стилі українського бароко. Точних відомостей про архітектора будинку немає, проте існує припущення, що ним міг бути видатний київський зодчий Іван Григорович-Барський.
Початково будівля була одноповерховою із двох'ярусним дахом. Тимпан її другого ярусу включав скульптурний герб шевців, а під усім будинком містився великий підземний поверх із зводом. Третину всієї площі будинку займав великий зал — тут знаходився центр шевського цеху, де відбувалися збори братчиків, їхні суди, торжества, церемоніали і ритуали. Там само, імовірно, знаходилася і цехова школа, яку мав кожен з ремісничих цехів, де навчали не тільки спеціальності, але й світським наукам.
До скасування у 1834 році у Києві Магдебурзького права, будівля шевського цеху перебувала у підпорядкуванні Київського магістрату. У середині XIX ст. тут містилося парафіяльне училище — тоді ж було надбудовано другий поверх. У 1887 році будинок викупила комерційна фірма, що надбудувала третій поверх.
Це одна з двох Києві споруд епохи цехового братства, що вціліли при катастрофічній пожежі Подолу 1811 року та збереглися до наших днів.